# Cừu Adal
Adal là một giống cừu được thuần hóa có nguồn gốc từ Ethiopia. Chúng được lai tạo chủ yếu để lấy thịt.